# 캐딜락 CTS
캐딜락 CTS(Cadillac CTS)는 2002년 9월 20일에 카테라의 후속으로 출시된 캐딜락의 후륜구동 승용차다.
이전 차종인 카테라는 오펠 오메가 B를 미국 실정에 맞게 약간 수정하여 들어왔으나, CTS는 후륜구동 플랫폼부터 캐딜락이 독자적으로 개발하였다. 미시간 주 랜싱에서 생산했으며, 세단 외에 쿠페와 스테이션 왜건도 있었으나, 3세대는 세단만 내놓았다. 고성능 모델인 CTS-V도 존재한다.
캐딜락의 엔트리 라인업을 담당했으나, STS가 단종된 후 3세대부터 ATS에 엔트리 라인업을 넘기고 STS의 자리를 대체하기 위해 준대형급으로 승급됐다.

## 1세대

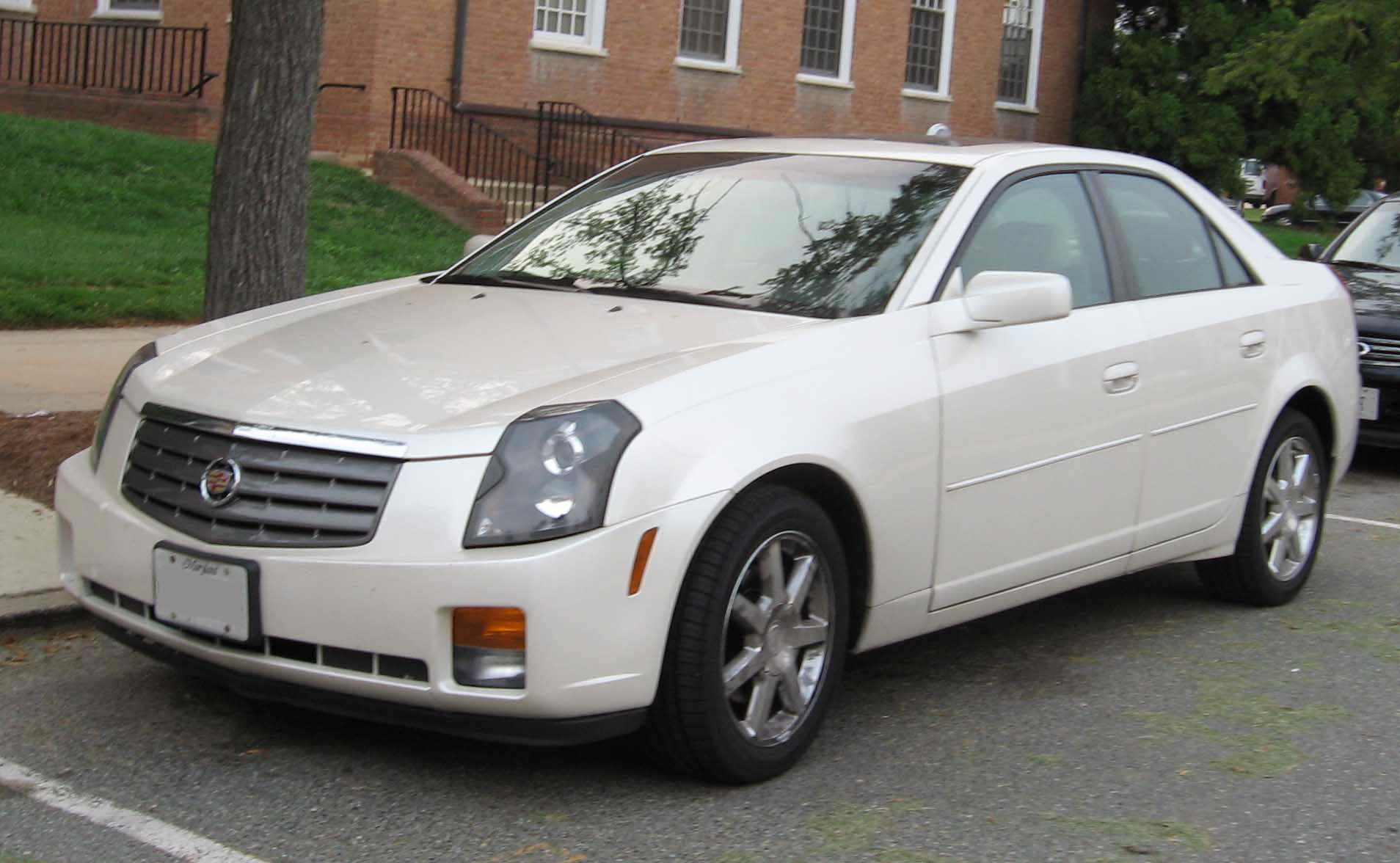
캐딜락 CTS 정측면

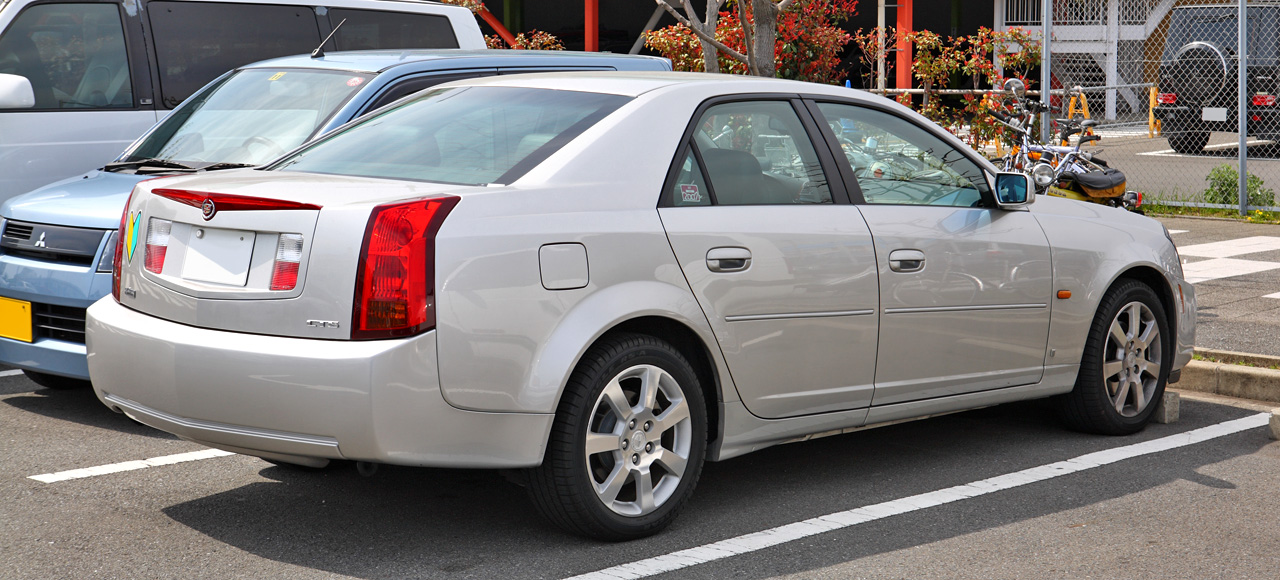
캐딜락 CTS 후측면

2002년 9월 20일에 출시되었다. 컨셉트 카인 이보큐를 기반으로 하였으며, 각을 살린 디자인에 세로형 헤드램프, 테일램프가 특징이다. 또한 CTS가 출시된 이후 캐딜락 특유의 각을 살린 스타일이 다른 모델에도 적용됐다. 1988년형 시마론 이후 수동변속기가 장착된 캐딜락 차종이기도 하다. 같은 해 북미 올해의 차 후보에 선정되었다. V6 2.8리터 DOHC 엔진과 V6 3.6리터 DOHC 엔진이 장착됐다. 2004년에 고성능 사양인 CTS-V가 출시되었다. 대한민국에도 정식 수입되었다.

## 2세대

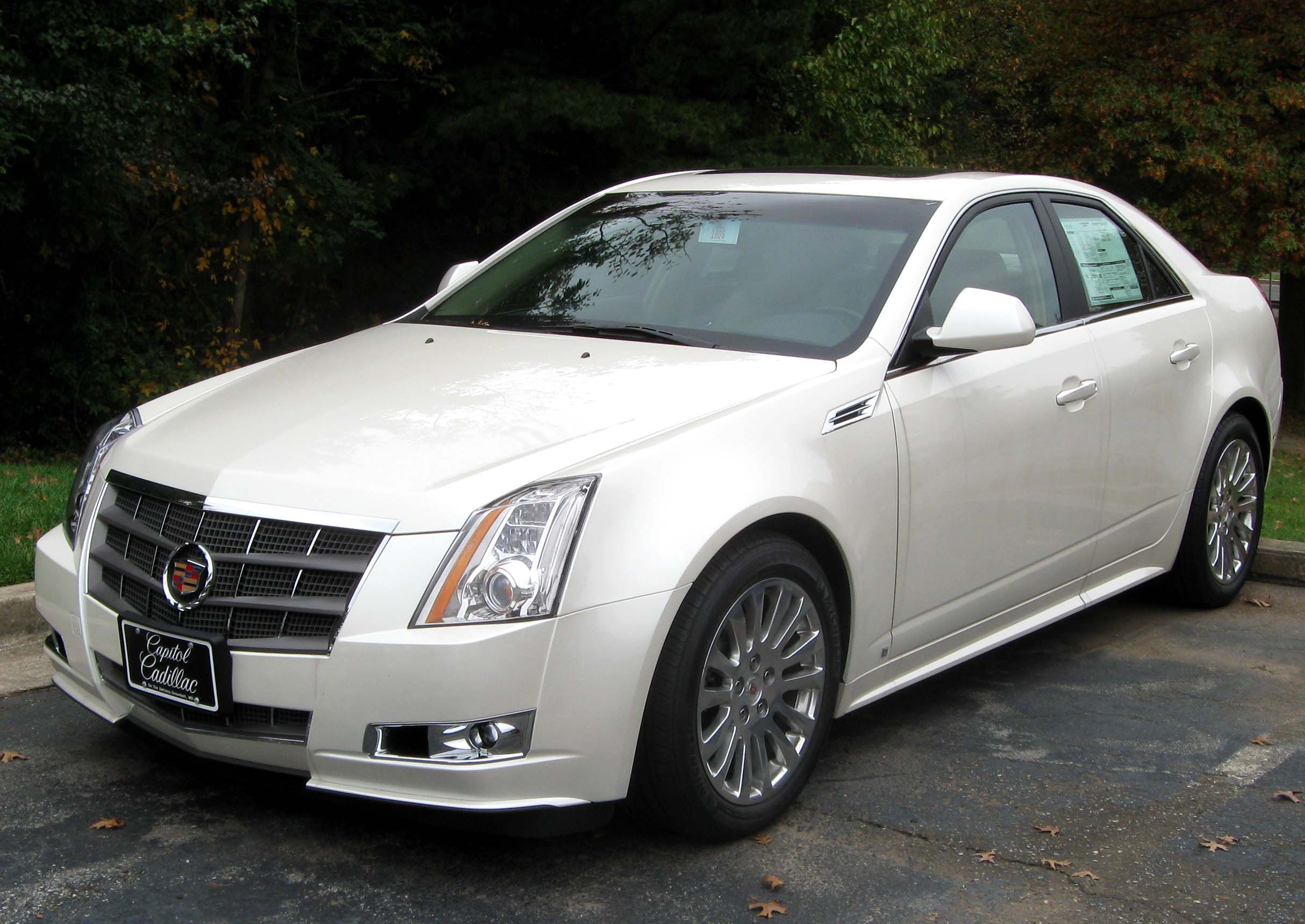
캐딜락 CTS 정측면

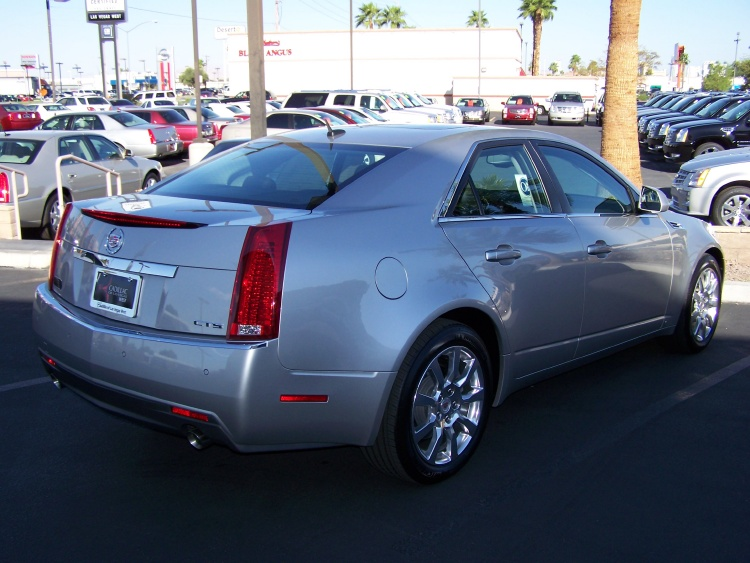
캐딜락 CTS 후측면

2006년 4월 2일 미국 CBS의 탐사보도 프로그램인 60분에서 밥 루츠의 인터뷰를 통해 프로토타입의 일부가 공개되었다. 시그마 II 후륜구동 플랫폼을 기반으로 제작되었으며, 2003년에 공개된 컨셉트 카인 식스틴을 기반으로 한 양산형은 2007년 1월에 북미 국제 오토쇼에서 공개와 동시에 출시되었다. 2008년에 미국의 자동차 전문 잡지인 모터 트렌드가 주최하는 올해의 차에 선정되었다. V6 엔진은 모두 가솔린 직접분사 엔진(SIDI)으로 나왔으며, V6 3.0리터와 3.6리터 엔진이다. 두 엔진 모두 압축비가 높은 편이지만, 프리미엄 가솔린 대신 일반 가솔린에 대응하도록 세팅했다고 GM 측이 언급했다. 테일 램프에는 LED이 가미되었고 스포티하게 다듬었다. 2009년 말에 스테이션 왜건인 스포츠 왜건이 추가되었고, 2010년 봄에 쿠페가 추가되었다. 쿠페 모델은 엘도라도가 2002년에 단종된 뒤 8년 동안 비었던 쿠페 자리를 채웠다. 2세대부터 대한민국에서는 고성능 사양인 CTS-V를 들여오기 시작했다. 테일램프의 대한민국과 유럽 사양은 등화기법 문제로 클리어 타입 테일램프가 장착되었으며, 범퍼에 안개등이 장착되었다.

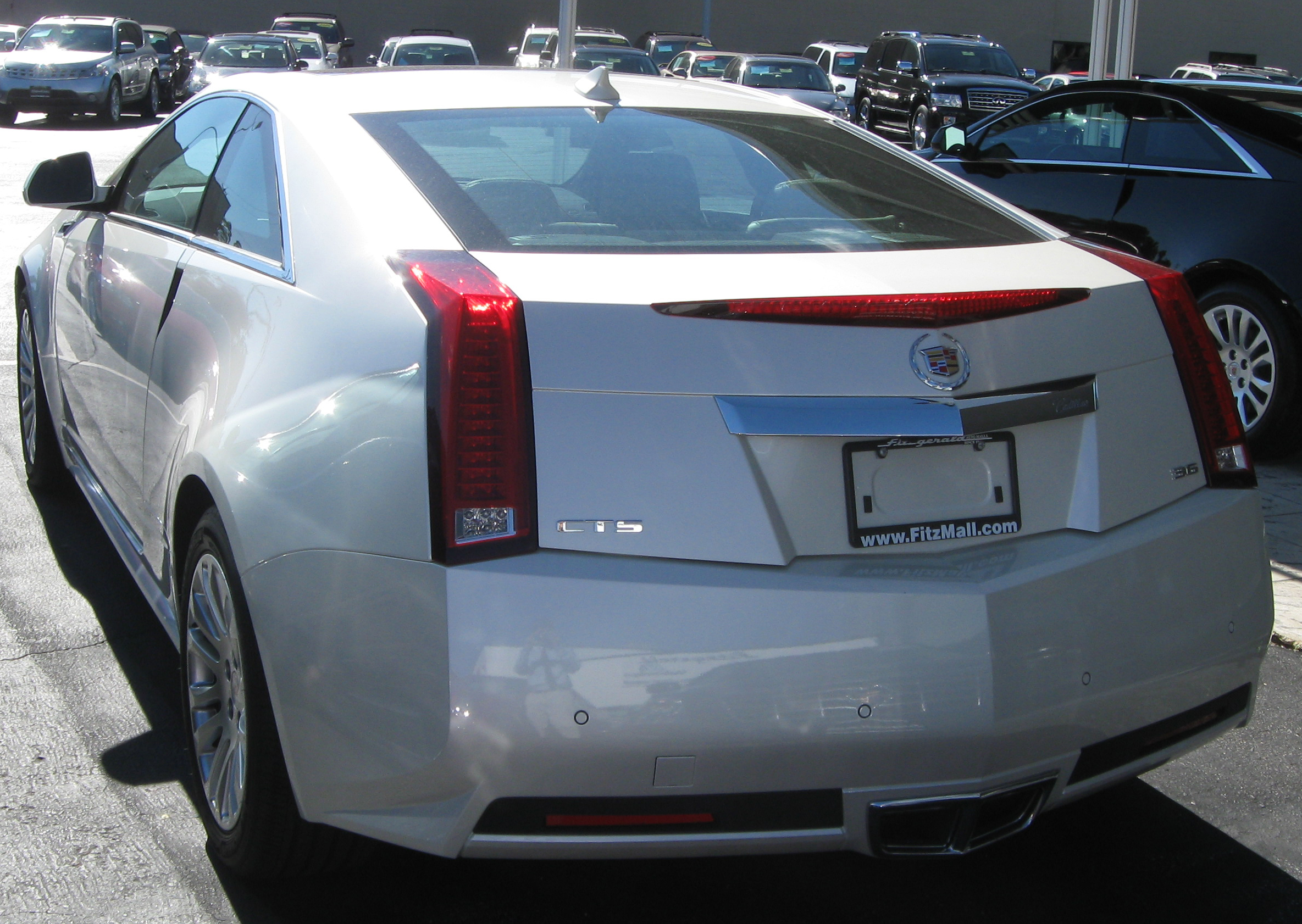
캐딜락 CTS 쿠페 후측면
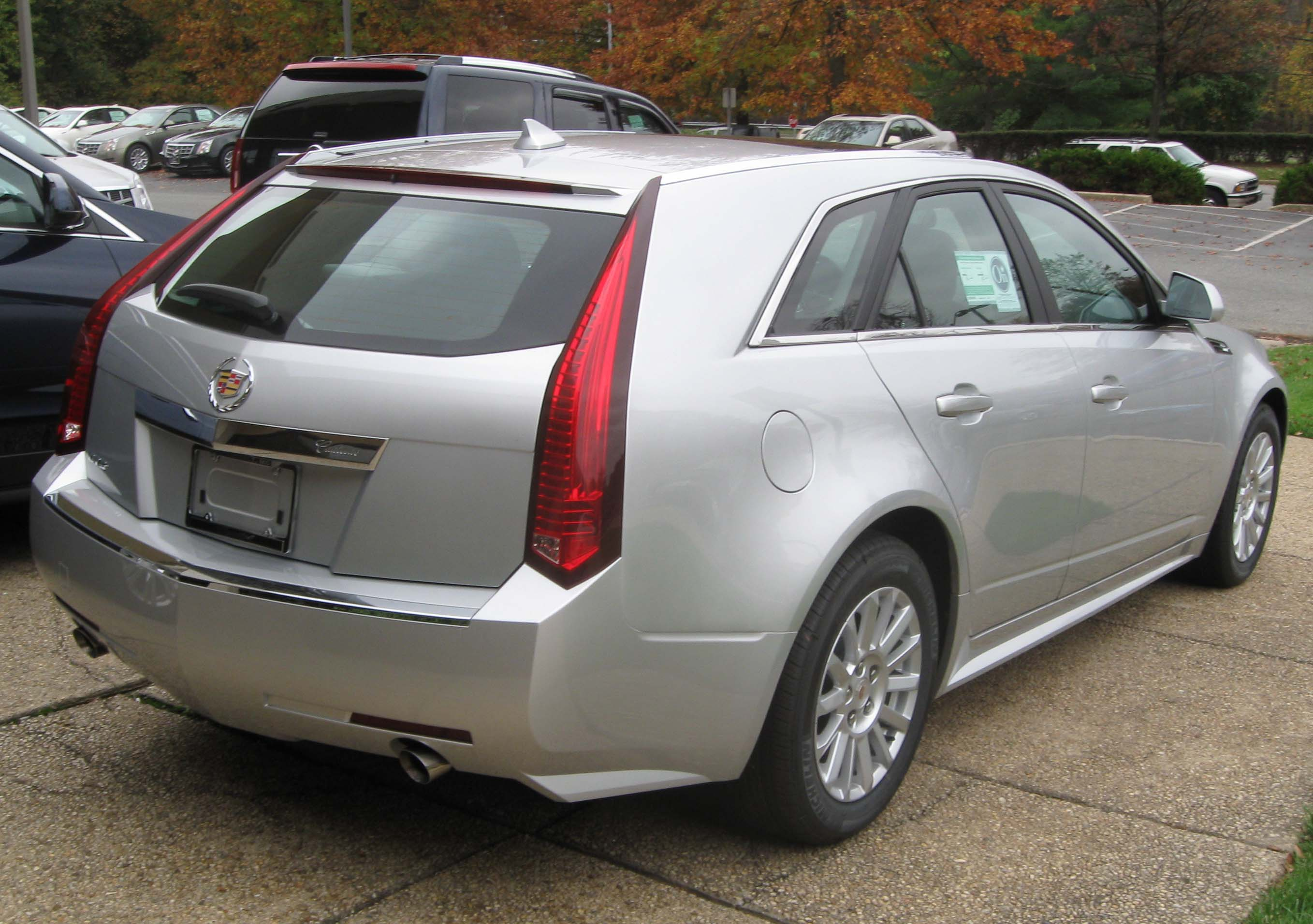
캐딜락 CTS 스포츠 왜건 후측면

## 3세대

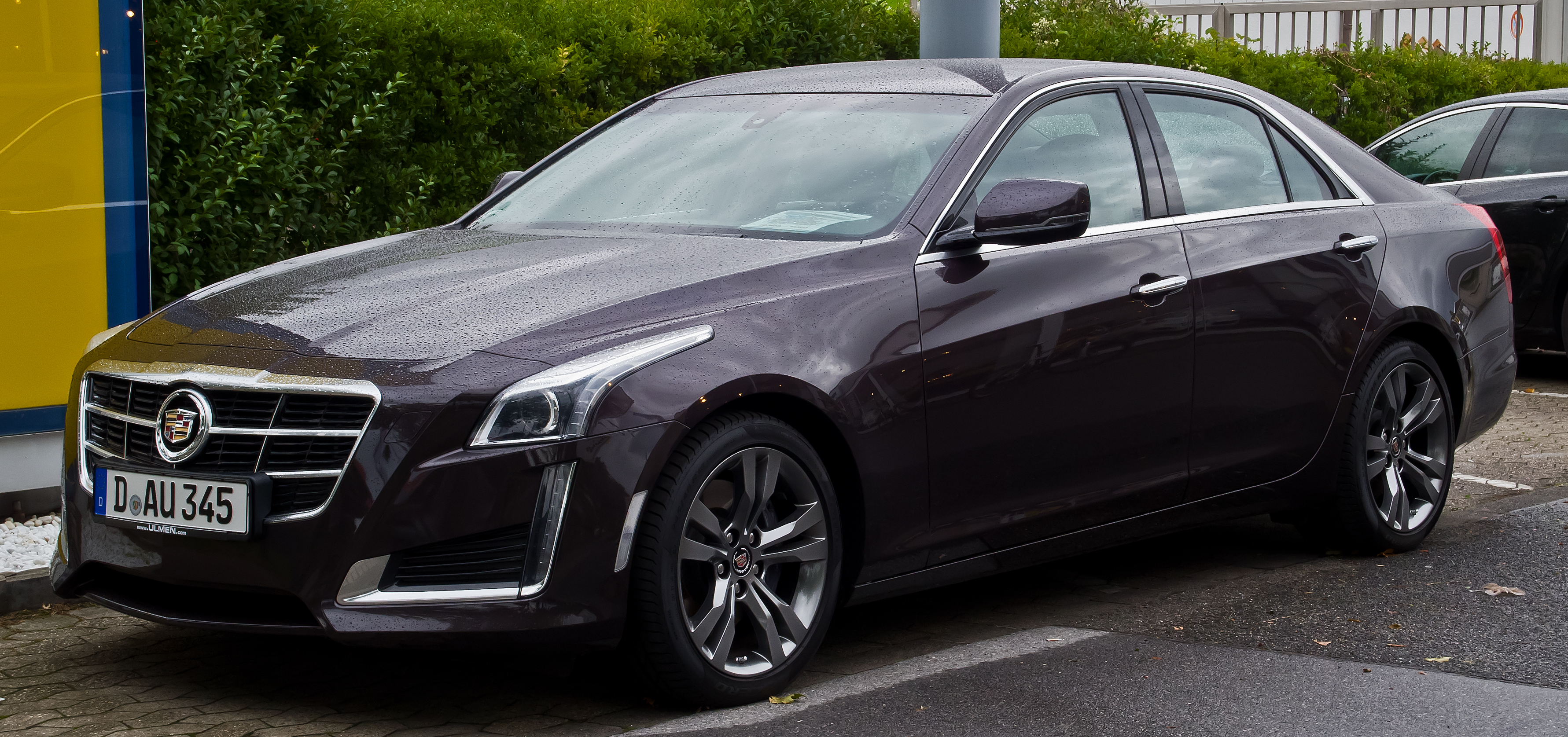
캐딜락 CTS 정측면

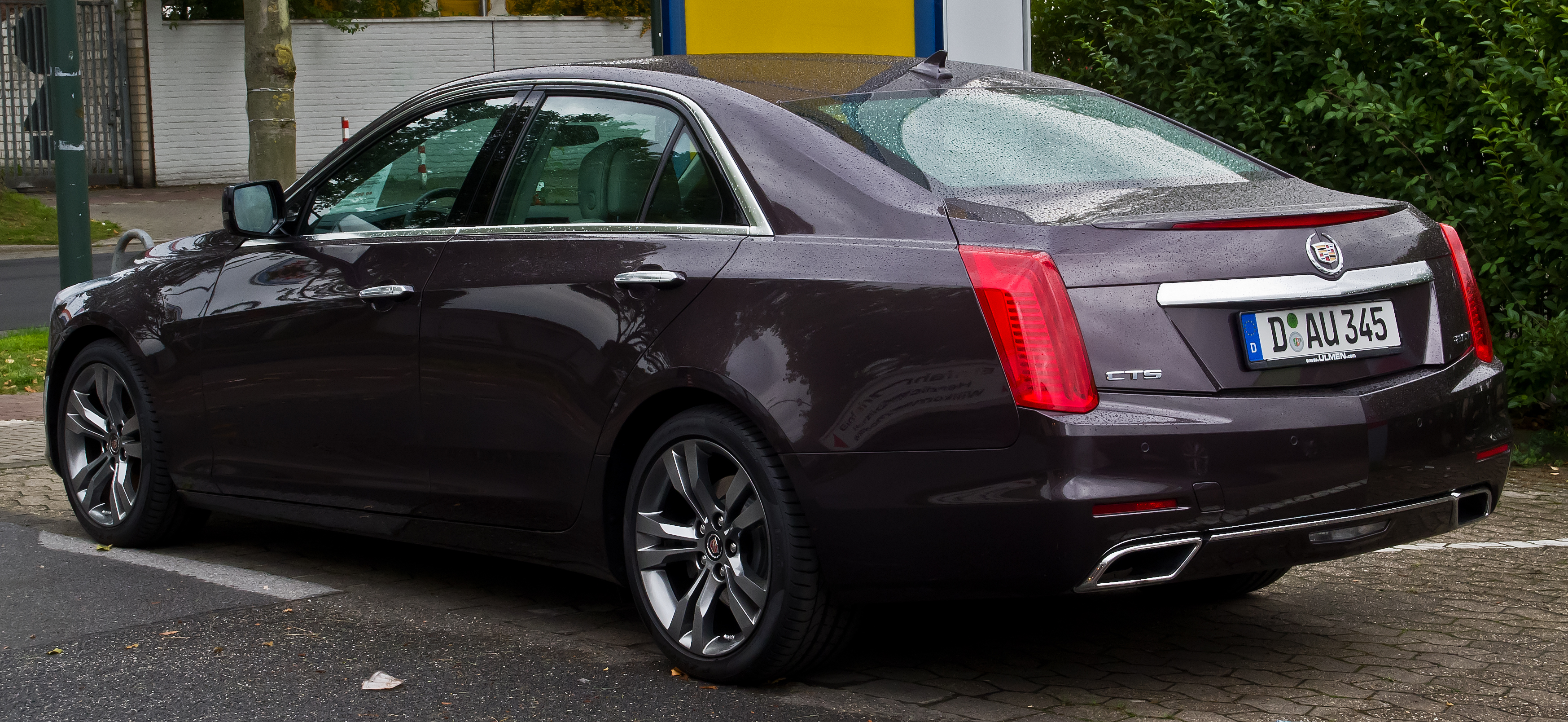
캐딜락 CTS 후측면

2013년 3월 26일에 공개되었으며, 같은 해 9월 16일에 출시되었다. 쿠페와 스테이션 왜건이 없어지고 세단만 남았다. 다운사이징의 기조를 받아들여 2.0리터 트윈 스크롤 가솔린 싱글터보 엔진에 6단 자동변속기, V6 3.6리터 가솔린 트윈터보 엔진에 8단 자동변속기가 장착된 V-Sport 모델이 출시되었다. 이전 모델에 비해 100mm가량 길어졌고, 실내 역시 카본과 알칸타라 등의 고급 소재를 사용하여 고급감을 더했다. 대한민국에서는 2014년 5월에 열린 부산 국제 모터쇼에서 공개된 후 6월에 정식 수입되었는데, 276마력 2.0리터 트윈 스크롤 가솔린 싱글터보 엔진에 6단 자동변속기가 장착된 모델과 CTS-V만 판매되었다. 2.0리터 트윈 스크롤 가솔린 싱글터보 엔진은 말리부, 카마로, ATS, CT6와 공용하며, 프리미엄 가솔린 대응이다. 2015년에는 부분 변경을 거쳐 라디레이터 그릴이 변경되어 월계수잎이 사라졌다. 이후 페이스리프트를 거쳐 CT6와 비슷한 전면부 라이트가 추가됐다. 2016년에는 파워트레인도 일부 개선했는데, 기존에 사용하던 6단 자동변속기(6L45)를 8단 자동변속기(8L45)로 교체해 연비를 소폭 향상시켰으며 변속기의 반응성이 빨라졌고 동력 효율도 증가됐다.
2019년 초에 후속 차종인 CT5가 출시되기 전에 단종되었다.

## 경쟁 차량
- 벤츠 - S 클래스
- BMW - 5 시리즈
- 아우디 - A7
- 제네시스 - G90
- 재규어 - XF
- 렉서스 - GS, ES
- 볼보 - S90
- 인피니티 - Q70
- 링컨 - MKZ
- 기아 - K9